# Ben Jakober

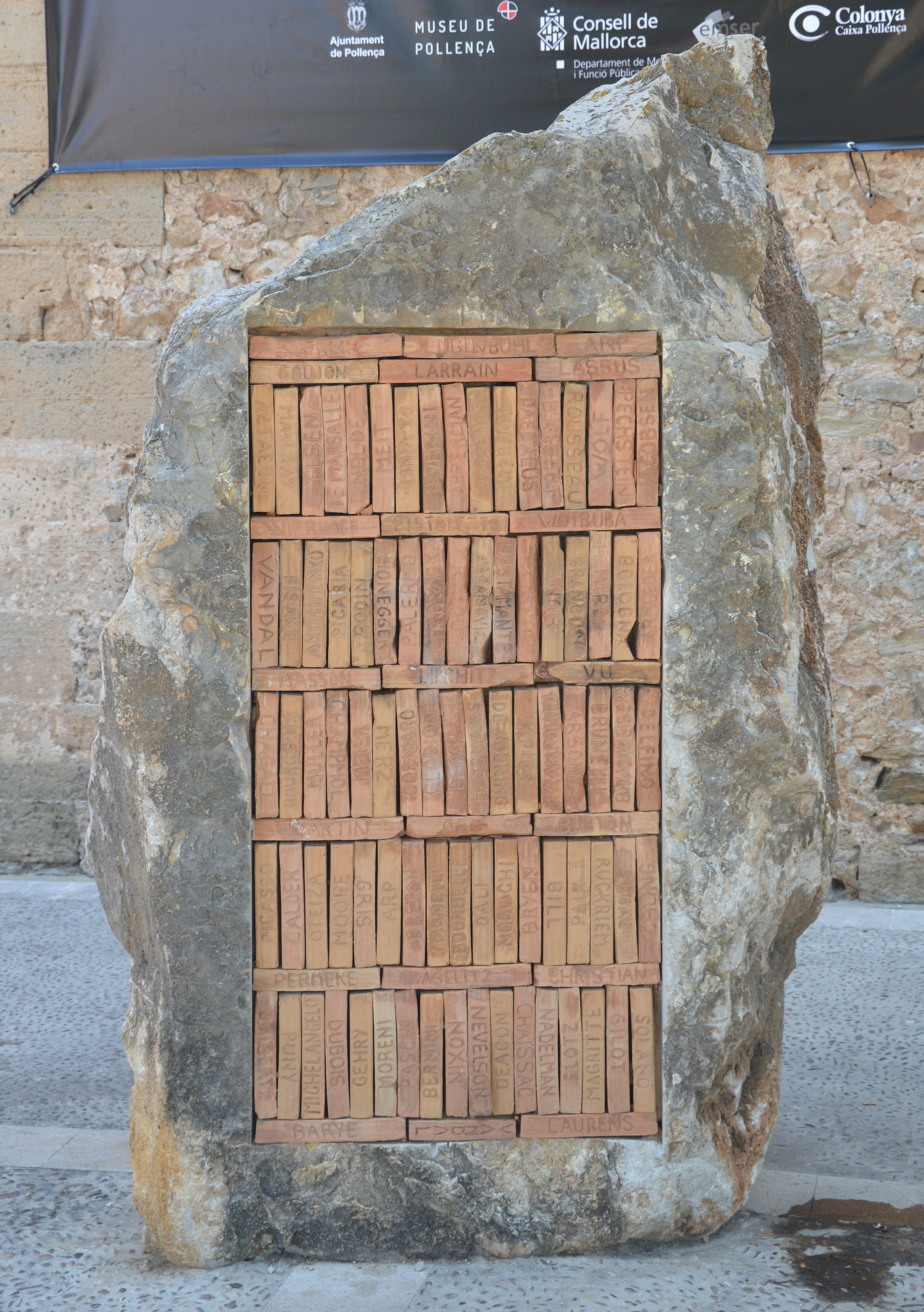
Biblioteca Mallorquina in Pollença, geschaffen 1989

Ben Jakober, eigentlich Benedict Jakober, (* 31. Juli 1930 in Wien) ist ein britischer Bildhauer und Objektkünstler.

## Leben
Jakober wurde als Sohn ungarischer Eltern in Wien geboren. Er wuchs in England auf und erhielt die britische Staatsbürgerschaft. Er lebte in Paris und Tahiti und zog letztlich mit seiner Frau Yannick Vu auf die spanische Mittelmeerinsel Mallorca, wo er im Anwesen Sa Bassa Blanca in der Gemeinde Alcúdia auf der Halbinsel La Victòria lebt. Das Ehepaar betreibt dort zur Erinnerung an die bei einem Motorradunfall auf Moorea in Polynesien verstorbene Tochter Maima ein unterirdisches Museum, in dem Kinderbilder aus der Zeit des 16. bis 19. Jahrhunderts gezeigt werden.
Das Werkverzeichnis seiner Arbeiten weist mehr als eintausend Positionen aus. Viele Arbeiten befinden sich im öffentlichen Raum, so eine große Metallamphore vor der Abflughalle des Flughafens Palma de Mallorca, ein bauchiges Gefäß an der Autobahn bei Costa d’en Blanes, ein steinernes Bücherregal in Pollença (Biblioteca Mallorquina) und ein überdimensionaler Schutzhelm im Parque del Mar.

## Ausstellungen (Auswahl)
- 1988: Galerie Littmann, Basel